# Provisoriske alrussiske regering
 Ikke at forveksle med Den russiske provisoriske regering.
Den provisoriske alrussiske regering (russisk: Временное Всероссийское правительство, tr. Vremennoje Vserossijskoje pravitelstvo, også kaldet "Direktoratet" (russisk: Директория, Direktorija) var en kortlivet regering i 1918 under den russiske borgerkrig med sæde i Omsk. Regeringen blev dannet den 23. september 1918 på en konference i Ufa som et kompliceret kompromis mellem anti-bolsjevistiske styrker i det østlige Rusland. Regeringen flyttede hurtigt sit hovedsæde til Omsk grundet Den Røde Hærs fremrykning. Regeringen blev opløst blot to måneder senere efter et kup den 17./18. november 1918, hvor Aleksandr Koltjak overtog ledelse af de områder i Rusland, der ikke var kontrolleret af bolsjevikkerne og Den Røde Hær. 
Regeringen blev dannet af KOMUTj (hovedsageligt medlemmer af Det Socialrevolutionære Parti (SR) og Kadetpartiet i Samara) og den provisoriske sibiriske regering, som hovedsageligt bestod af regionale politikere og højreorienterede militærofficerer hjemmehrende i Omsk. De to regimer havde tidligere ikke kunnet arbejde effektivt sammen, og rivalisering havde ført til både en handelskrig og flere grænsestridigheder.
Efter Koltjaks kup blev ministrene fra Det Sociualrevolutionære parti arresteret og senere udvist fra Sibirien. Koltjak fortsatte som leder af en regeringen, der blev opløst den 4. januar 1920, hvor Koltjak trådte tilbage efter den Hvide hær havde lidt en række nederlag. Koltjak blev kort efter tilfangetaget og  henrettet den 6. februar 1920. 